# Quint Fabi Màxim Rul·lià
Quint Fabi Màxim Rul·lià —llatí: Quintus Fabius M. f. N. n. Maximus Rullianus— va ser un magistrat romà fill de Marc Fabi Ambust, escollit cònsol cinc vegades. En la seva joventut va ser acusat de desobediència pel dictador Papiri Cursor i declarat culpable però perdonat. També va ser edil curul l'any 331 aC quan, per les revelacions d'una dona esclava, va saber que moltes dones romanes enverinaven els seus marits. El 315 aC li van demanar que fos dictador per liderar la segona guerra samnita.

## Acusació de desobediència
El cònsol del 325 aC, Luci Furi Camil II, es va posar malalt i va haver de deixar el comandament a Luci Papiri Cursor Mugil·là, cònsol l'any anterior, que, per instruccions del senat, va ser nomenat dictador, amb Quint Fabi Màxim Rul·lià com a magister equitum. Els dos es van distingir al camp de batalla. En aquest any els auspicis no eren favorables i van advertir Papiri que esperés uns auspicis millors. Mentrestant se'n va anar a Roma i va deixar encarregat el seu magister equitum amb l'ordre de mantenir les posicions sense enfrontar-se a l'enemic mentre continuessin els mals auspicis, però no el va obeir i després d'uns preparatius va avançar cap a Imbrínium, capital d'un districte amb igual nom, on es va enfrontar amb les forces samnites i va obtenir un èxit complet en el que va tenir una bona part el tribú militar Luci Comini, i on es diu que van morir uns vint mil samnites. Titus Livi esmenta que algunes fonts diuen que eren dues i no una les batalles lliurades, ambdues guanyades pels romans, però els autors més antics només parlen d'una i alguns fins i tot no en fan cap esment. Es va fer un gran botí i es va capturar força material de guerra. Fabi Màxim va enviar missatgers a anunciar la seva victòria al senat, i no al seu cap, el dictador. Aquest no va desautoritzar de moment al seu general però després va canviar de parer i es va dirigir al senat per reclamar el càstig per la desobediència a fi i efecte de mantenir la dignitat del dictador A tota velocitat es va dirigir al Samni, on ja s'havien rebut notícies que anava cap allí en actitud venjativa i ple de gelosia.
Fabi Màxim va reunir les tropes i les va preparar fins que va aparèixer el dictador que va iniciar mesures per castigar la insubordinació. Quasi es va produir un motí entre els soldats, que aclamaven a Fabi; aquest va rebre l'ordre de presentar-se l'endemà però a la nit va sortir cap a Roma, i el seu pare Fabi Ambust, que havia estat cònsol tres vegades i havia estat també dictador, va convocar el Senat. En plena reunió va arribar Papiri Cursor que havia seguit Fabi amb un grup de cavalleria, i va ordenar la detenció de Cursor. Fabi Ambust va apel·lar llavors als tribuns del poble. El jove Fabi tenia el suport del senat, del poble, dels tribuns i de l'exèrcit absent, però el dictador tenia la suprema autoritat segons era costum i en un discurs va deixar clar que si es permetia la desobediència, en endavant ja ningú creuria ningú i la disciplina romana s'acabaria. Els tribuns llavors van veure que tenia raó i li van demanar clemència. Llavors el dictador el va declarar culpable i tot seguit va oferir un culpable com a regal al poble de Roma, el que de fet significava la seva absolució.

## Segona guerra samnita
L'any 322 aC va ser elegit cònsol per primer cop amb Luci Fulvi Curi. La guerra al Samni era la principal preocupació. Els samnites havien contractat mercenaris dels territoris veïns i quan aquest fet es va conèixer es va considerar convenient nomenar un dictador, càrrec que va recaure en Aule Corneli Cos Arvina. Sembla que Quint Fabi va romandre a la Pulla on va derrotar els samnites. Després del desastre de la batalla de les Forques Caudines el 321 aC va ser breument interrex.
El 315 aC el van designar dictador i va marxar cap a Saticula mentre els cònsols de l'any (Quint Publili Filó i Luci Papiri Cursor Mugil·là, igual que havien fet els de l'any anterior, van romandre a Roma. Els samnites es van retirar de Plistica i es van dirigir amb noves forces cap a Saticula. El dictador es va presentar també a aquesta ciutat amb reforços. Els samnites van fer diversos atacs de distracció als que el dictador no va donar importància i es va limitar a reforçar les defenses. Els samnites van atacar dia darrere dia però finalment el magister equitum Quint Auli Corretà, sense permís del seu superior, va atacar el camp samnita amb fúria, amb totes les seves forces de cavalleria, i els va expulsar del camp. Tant el comandant samnita com Auli van morir en la batalla. El germà d'Auli va venjar la seva mort. El cos d'Auli va poder ser rescatat i els samnites van aixecar el camp i es van dirigir altre cop a assetjar Plistica. Pocs dies després Saticula es va rendir però els samnites van assaltar i prendre Plistica.
Les legions es van dirigir des del Samni i la Pulla cap a Sora, ciutat poblada per volscs on hi havia establerta una colònia romana. Els volscs s'havien revoltat contra els romans i havien matat els colons. Els samnites també van marxar cap a la zona i els dos exèrcits es van trobar a prop de la ciutat, a Lautulae o Ad Lautulas, un pas de muntanya entre Tarracina i Fundi, pas que era fàcilment defensable. La batalla no va tenir un resultat clar i molt possiblement va resultar desfavorable pels romans.
El nou magister equitum, Gai Fabi Ambust, que havia sortit de Roma amb l'exèrcit de refresc, va establir posició allí on li va ordenar el dictador Rul·lià. Aquest es va tancar al seu camp com si esperés un setge i quan al cap d'uns dies el samnites el van atacar, va arribar Fabi amb les tropes de refresc, els va derrotar, i el campament samnita va ser capturat. Els samnites es van dispersar per tots els vents i el seu campament saquejat. El campament romà va patir minses destruccions. L'exèrcit romà es va dirigir llavors cap a Sora, la ciutat-colònia revoltada contra Roma.
El 310 aC va ser elegit cònsol altre cop junt amb Gai Marci Rutil Censorí. El primer va agafar el comandament a Sutrium on va portar reforços des de Roma. Els etruscs també van aixecar un altre exèrcit i el van enviar a Sutrium en suport dels assetjants. El cònsol Fabi va arribar amb les seves forces a Sutrium i es va trobar amb l'exèrcit enemic, molt més nombrós, que assetjava la ciutat. Els etruscs es van confiar en la seva superioritat numèrica i en canvi Fabi agafava posicions estratègiques millors amb dos ales protegides per formacions rocoses i un front principal. Els hastats (hastati) i els prínceps (princeps) romans es van finalment imposar i van dispersar els etruscs, perseguits per la cavalleria romana. Molts etruscs estaven ferits i altres desarmats (havien perdut les seves armes a la fugida) i es van refugiar al bosc Cimini (Ciminius Silva) on els romans van fer una carnisseria, matant milers d'etruscs. Es van capturar 38 estendards i es va aconseguir un gran botí al campament principal. Es va discutir encara si seguir empaitant els fugitius.
Després els romans van travessar el bosc (que mai havia estat creuat pels romans ni tan sols per mercaders) i van avançar cap a Camerinum. Els soldats van saquejar diversos llogarets i les terres etrusques. Una delegació de cinc membres enviada pel senat, formada per dos tribuns del poble, es va presentar a Fabi per ordenar que no creués el bosc, cosa que era considerat un mal auguri pels romans, però van arribar massa tard i només van poder retornar a Roma per informar de la victòria.
Els saquejos romans van produir un efecte de resistència entre els etruscs de la regió de les muntanyes Cimínies, a Etrúria i a Úmbria. L'altre exèrcit etrusc que s'havia aixecat i que no havia arribat encara a Sutrium, va avançar ara en ordre disposat a combatre i es va aturar a prop dels romans,els quals van refusar el combat. Els comandants romans van ordenar repartir les racions de menjar i mantenir-se ferms davant l'enemic a qualsevol hora. Al capvespre el comandant romà va arengar els seus i va elogiar els samnites, però va menysprear els etruscs en el combat. No hi havia cap més exèrcit romà de reserva. Abans de l'alba es va iniciar la lluita amb un atac romà al campament enemic al que van agafar desprevingut i molts no van poder utilitzar ni les armes, i els que ho van poder fer van ser derrotats. Els romans els van perseguir i la major part dels etruscs es va refugiar als boscos; els romans van prendre el campament i l'or i la plata que s'hi va trobar es va entregar al cònsol i la resta del botí fes va repartir entre els soldats. Entre morts i presoners els etruscs van tenir 60.000 baixes. Aquesta va ser la segona part de la batalla de la Silva Ciminius, que va suposar un gran triomf romà i es va lliurar segons molts autors a prop de Perusa. Després de la victòria, Perusia, Cortona i Arretium, els tres principals estats etruscs, van demanar la pau a Roma. El senat va acordar una treva per trenta anys.
Coneguda pels samnites la notícia que els romans havien creuat el bosc Cimini, van considerar que això era de bona sort per ells i que els romans trobarien més enllà del bosc mai abans franquejat, el seu final. Però més tard, amb la victòria romana, van haver de deixar aquestes especulacions i dedicar-se a combatre a Marci i si aquest no els donava ocasió de combatre, marxar cap a Etrúria pel país dels marsis i els sabins. Marci va avançar contra ells i es va lliurar una batalla que no va tenir resultat decisiu i cap part es va poder donar per guanyadora, si bé es pensa que la pitjor part se la van endur els romans, que van perdre alguns cavallers (membres de l'ordre eqüestre) i alguns tribus militars, i Marci mateix va ser ferit. Les notícies sobre això, que van arribar a Roma exagerades, van alarmar el Senat, que va nomenar un dictador. Per al càrrec es va proposar a Luci Papiri Cursor Mugil·là que a partir d'aquell moment, segurament ja avançat l'any, seria considerat el general en cap. Abans de nomenar-lo calia notificar-ho als cònsols. Com que no es va poder enviar un missatger al Samni perquè tot el país era hostil, el senat va tardar a saber que Marci restava viu, i aquesta notificació no es va poder fer. L'altre cònsol, Fabi, era rival de Cursor i el senat li va enviar una delegació amb diverses persones de rang consular que havien d'usar la seva influència per demanar al cònsol que oblidés la seva enemistat amb Cursor en bé de la pàtria. Fabi, després d'escoltar els missatgers amb els ulls perduts, es va retirar sense dir paraula. A la mitjanit, com era tradició, Papiri Cursor va ser proclamat dictador. Fabi va fer avinent que li havia costat molt controlar-se i quan una delegació li va anar a agrair el seu silenci d'hores abans, va explotar i els va fer fora.
Va ser cònsol altre cop el 309 aC segons Titus Livi o potser estava en vigor el mandat del dictador i de fet va exercir el 308 aC. El 309 aC la ciutat de Perúsia va trencar la treva. El cònsol Fabi va lliurar batalla i va derrotar les forces de la ciutat a prop d'aquesta, i l'haguera conquerit però el govern local va enviar una delegació a Fabi per demanar la pau. Els romans van establir una guarnició a Perúsia, i tot seguit diverses ciutats estats d'Etrúria van enviar delegacions al cònsol per demanar l'establiment de relacions amistoses; les delegacions van ser trameses al senat de Roma, que va acceptar les peticions que feien. Fabi va entrar en processó triomfal a la capital. Els grans triomfadors sobre els samnites, Publi Deci Mus i Marc Valeri Corv, van ser tot seguit escollits quasi per unanimitat per l'any següent l'un com a cònsol i l'altre com a pretor (Valeri ocupava aquest càrrec per quarta vegada). El cònsol Quint Fabi Màxim Rul·lià va ser nomenat altra vegada cònsol, suposadament com a compensació per haver estat sobrepassat l'any anterior pel dictador tot i la seva brillant victòria al bosc Cimini.
El 308 aC els dos cònsols van arreglar els seus respectius comandaments, amb Deci a Etrúria i Fabi al Samni.
Fabi va anar a Nucèria Alfaterna, que li va enviar una delegació demanant la pau, però la va rebutjar, ja que anteriorment li havia estat oferta la pau a la ciutat i l'havia refusat. Va començar l'atac a Alfaterna, que es va haver de rendir de manera incondicional. Un altre combat amb els samnites va suposar una fàcil victòria romana, batalla que és recordada perquè els marsis van lluitar per primera vegada al costat dels samnites contra Roma, i els pelignes, que havien seguit als marsis, van participar tanmateix amb ells de la derrota.
Va romandre al Samni com a procònsol el 307 aC i va derrotar els samnites a prop d'Allifae, i encara que no va ser una gran batalla van derrotar els samnites tot i que van conservar el campament durant el dia, però a la nit hi van entrar els romans i ningú es va poder escapar. A la matinada es va oferir la rendició que va ser acceptada amb la condició de lliurar l'armament i passar sota el jou. Uns set mil aliats samnites, per als qui res s'havia establert a la rendició, van ser venuts com a esclaus, amb l'excepció d'aquells que van dir ser hèrnics, als que els van separar i posar sota custòdia i després enviats al senat, el qual va ordenar una investigació sobre si havien lluitat amb els samnites com a voluntaris o com a reclutats, i mentrestant els van entregar en custodia a les ciutats llatines.

## Postguerra
L'any 304 aC Fabi va ser censor i sembla que va modificar els sistemes introduïts per Appi Claudi Cec a la censura el 312 aC incrementant el poder dels equites i confirmant la pertinença dels lliberts a una de les tribus romanes.

## Tercera guerra samnita
No torna a aparèixer fins al 297 aC quan va ser elegit cònsol per cinquena vegada, segons Livi contra el seu propi desig, i va rebre Samni com a província. El resultat de la campanya no es coneix amb detall. Altra vegada va ser cònsol el 295 aC per sisena vegada i va dirigir l'exèrcit a la gran batalla de Sentínum, contra samnites, gals, umbres i etruscos, on va obtenir la victòria el 4 de setembre. Després va anar a Etrúria.
El 292 aC era llegat del seu fill Quint Fabi Màxim Gurges.

## Honors
Fabi Màxim va succeir al seu pare en el títol honorífic de Princeps Senatus. No molt de temps després va morir i el seu funeral va ser pagat per una subscripció pública tot i que la família era rica, i el seu fill va utilitzar els diners per donar una festa pública (epulum) i en distribució de provisions (visceratio) pels ciutadans romans.